# Jiaxing

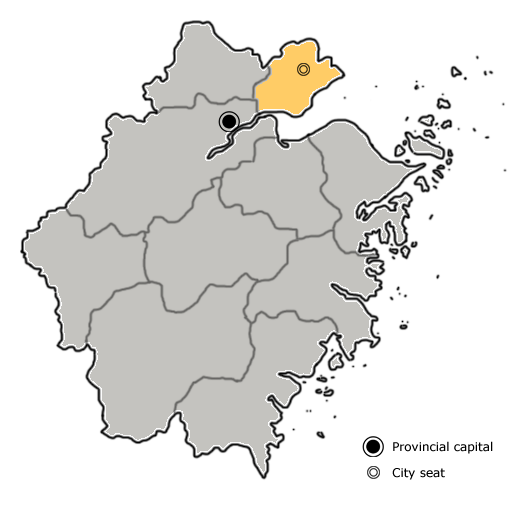
Lage Jiaxings in Zhejiang

Jiaxing (嘉興市 / 嘉兴市,  Jiāxīng Shì) ist eine bezirksfreie Stadt im Norden der chinesischen Provinz Zhejiang. Ihr Verwaltungsgebiet hat eine Fläche von 4.065 km² und 5.400.868 Einwohner (Stand: Zensus 2020). In dem eigentlichen städtischen Siedlungsgebiet von Jiaxing leben etwa 1.180.000 Menschen (Stand: 2020). Es wird Wu gesprochen. Jiaxing ist eine der wichtigsten Seidenindustriestädte der Volksrepublik China. Darüber hinaus ist vor allem die Textilwirtschaft stark in Jiaxing vertreten.

## Administrative Gliederung
Auf Kreisebene setzt sich Jiaxing aus zwei Stadtbezirken, zwei Kreisen und drei kreisfreien Städten zusammen. Diese sind (Stand: Zensus 2020):
- Stadtbezirk Nanhu (南湖区), 445 km², 839.433 Einwohner;
- Stadtbezirk Xiuzhou (秀洲区), 541 km², 679.221 Einwohner;
- Kreis Jiashan (嘉善县), 506 km², 648.160 Einwohner, Hauptort: Großgemeinde Weitang (魏塘镇);
- Kreis Haiyan (海盐县), 524 km², 456.775 Einwohner, Hauptort: Großgemeinde Wuyuan (武原镇);
- Stadt Pinghu (平湖市), 549 km², 671.326 Einwohner;
- Stadt Haining (海宁市), 773 km², 1.076.199 Einwohner;
- Stadt Tongxiang (桐乡市), 728 km², 1.029.754 Einwohner.

## Demographie
Beim Zensus im Jahre 2000 wurden in Jiaxing 3.582.996 Einwohner gezählt. Davon waren 99,57 % Han-Chinesen, 0,13 % Tujia, 0,09 % Miao, 0,06 % Hui, 0,04 % Zhuang, 0,03 % Yi, 0,02 % Bouyei, 0,01 % Dong, 0,01 % Manju und 0,04 % Angehörige sonstiger Völker Chinas.

## Sehenswürdigkeiten
In Jiaxing befindet sich der See Nan Hu. Auf einem Boot auf dem Nan Hu wurde 1921 die Kommunistische Partei Chinas gegründet. Seitdem wurde der Nan Hu von der KPCh als Geburtsort der chinesischen Revolution angesehen. Das Rote Boot vom Nan Hu steht als Teil der Stätte des Ersten Parteitags der Kommunistischen Partei Chinas auf der Liste der Denkmäler der Volksrepublik China (1-11, 2001).

## Persönlichkeiten
- Qian Baocong (1892–1974), Mathematikhistoriker
- Zhang Leping (1910–1992), Karikaturist
- Shiing-Shen Chern (1911–2004), Mathematiker
- Xu Huiqin (* 1993), Stabhochspringerin
- Fei Liwei (* 2003), Schwimmer